# نقطة التفاعل

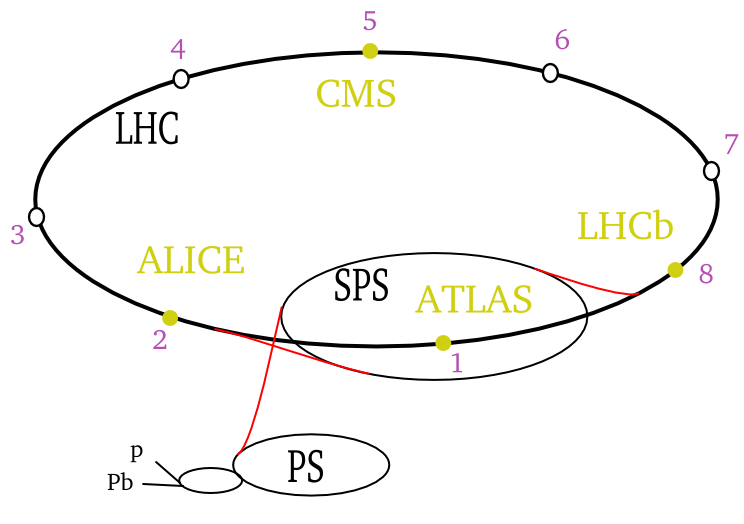
ثمانيات مصادم الهادرونات الكبير في CERN : عند الثماني 1، 2، 5، 8 توجد أجهزة الكشف. عند تنظيف الشعاع 3 و7، يمكن تفريغ الشعاع عند 6

نقطة التفاعل أونقطة التصادم في فيزياء الجسيمات (بالإنجليزية: interaction point (IP) هي النقطة التي يلتقي فيها جسيمان. ويتعبر عن نقطة التصادم الاسمي بمعنى نقطة التصادم بحسب التصميم النظري، بينما تعني نقطة التصادم الحقيقية النقطة التي يحدث فيها فعلا التصادم. ويسمى اقطة التصادم الحقيقية أحيانا نقطة الالتقاء المبدئية  primary vertex لتصادم الجسيمات.
في التجارب التي يكون فيها الهدف target ثابتا تكون نقطة الاصتدام هي تلك التي يتدم فيها فيض الجسيمات بالهدف ويحدث فيها التفاعل. أما في المصادمات وتجارب المصادمات فهي النقطة التي تصتدم فيها فيضين من الجسيمات، وتكون هذه النقطة مزودة بعدادات الجسيمات والإشعاع حولها لقياس نواتج الاصتدام والتفاعل بين الجسيمات المصتدمة. وتبنى العدادات الملحقة بمعجل للجسيمات حول نقطة الاصتدام الاسمية. ولهذا تسمى المنطقة حول نقطة الاصتدام (صالة التجارب) أو منطقة التفاعل.
ومصادمات الجسيمات مثل حلقة الهادرون والإلكترون Hadron Elektron Ring Anlage HERA، ومصادم الايونات الثقيلة ذو السرعة العالية النسبية Relativistic Heavy Ion Collider والتيفاترون ومصادم الهدرونات الكبير قد تحتوي على عدة مناطق للتفاعل، وبالتالي يمكن إجراء عدة تجارب عليه باستحدام نفس الفيض المسرع.

## إنظر أيضاً
- تجربة أطلس
- معجل جسيمات
- معجل خطي
- مسرع دوراني تزامني
- تيفاترون